# Ian Hogg
Ian Campbell Hogg (Auckland, 15 de dezembro de 1989) é um futebolista profissional neozelandês que atua como defensor, atualmente defende o Team Wellington.

## Carreira
Ian Hogg fez parte do elenco da Seleção Neozelandesa de Futebol nas Olimpíadas de 2012.